# Морвуд, Майк
Майкл (Майк) Джон Морвуд (англ. Michael 'Mike' John Morwood; 22 октября 1950, Окленд, Новая Зеландия — 23 июля 2013, Дарвин, Австралия) — австралийский учёный, антрополог и археолог, член Австралийской академии гуманитарных наук, лауреат медали Риса Джонса Австралийской археологической ассоциации. Морвуд, специалист с мировым именем по наскальному искусству австралийских аборигенов, в последнее десятилетие жизни получил новую известность как руководитель экспедиции, открывшей останки флоресского человека.

## Биография
Майк Морвуд родился в 1950 году в Окленде (Новая Зеландия). Учился в Оклендском университете, где в 1972 году получил приз за академические успехи от отделения антропологии. В 1973 году получил степень бакалавра по археологии, а через год — степень магистра.
В 1974 году Морвуд переехал в Австралию, два года спустя поступив в Австралийский национальный университет в Канберре. Одним из его научных руководителей в Канберре был «отец австралийской археологии» Джон Малвейни, который привлёк его внимание к археологическим изысканиям в Центральном Квинсленде, и в течение трёх следующих лет Морвуд собрал материал о более чем 90 объектах наскального искусства в этом районе. В 1980 году он защитил докторскую диссертацию по теме «Искусство и камень: к вопросу о доисторическом центрально-западном Квинсленде». В этой работе, на основе параллельного анализа археологических находок и наскального искусства, Морвуд строил холистическую региональную хронологию данного региона в доисторическую эпоху.
Большая часть дальнейшей научной карьеры Морвуда (с 1981 года) прошла в университете Новой Англии (Армидейл, Новый Южный Уэльс), за исключением нескольких последних лет перед смертью, проведённых в расположенном в том же штате Вуллонгонгском университете. Исследования наскального искусства на полуострове Кейп-Йорк, в Квинсленде и Кимберли принесли ему статус международного эксперта в вопросах искусства австралийских аборигенов. В своей работе он уделял особое внимание голистическому анализу взаимного влияния человеческой культуры и окружающей среды, а также теме взаимопроникновения культур (как, например, в своём исследовании трепанголовецких промыслов, которые с 1700-х годов развивали жители Южного Сулавеси у берегов Австралии). Значительная часть его работы была связана с повторными исследованиями уже изученных археологических объектов, где, с помощью новых методологий (в частности термолюминисцентного и оптического датирования) ему удавалось достигать новых результатов В книге 1995 года (в соавторстве с Д. Р. Хоббсом) Морвуд подробно изложил результаты раскопок на Кейп-Йорке, описав процесс заселения этого района Австралии 32 тысячи лет назад, а в 2002 году свет увидел его учебник «Картины из прошлого: археология искусства австралийских аборигенов». В общей сложности Морвудом было опубликовано четыре монографии и более 130 статей.
С начала 1990-х годов наряду с Австралией интерес Морвуда привлекала Юго-Восточная Азия и, в частности, место Индонезии в процессах миграции древних людей. Совместно с коллегами из Индонезии он занимался раскопками в местах, потенциально лежавших на пути миграций человека, и существенно отодвинул в прошлое оценки времени расселения людей в этом регионе, найдя следы пребывания человека разумного на Восточном Тиморе, датируемые примерно 100 000 лет назад и совпадающие по времени с исчезновением в этом районе стегодона, комодского дракона и гигантской черепахи. Вместе с коллегами он разрабатывал теорию о приходе людей в Австралию через регион Кимберли. Однако самая знаменитая находка Морвуда была, вероятно, связана не с человеком разумным: в 2003 году на индонезийском острове Флорес) его экспедиция сделала сенсационную находку. Руководствуясь более ранними находками на острове каменных орудий человека прямоходящего, Морвуд и его коллеги нашли в пещере Лианг-Буа кости гоминидов необычно маленького роста — чуть более метра, — датируемые относительно недавним периодом — порядка 18 000 лет назад. Особенности анатомии найденных скелетов позволили Морвуду, а затем и многим другим антропологам сделать вывод, что они принадлежат ранее неизвестному виду людей, который получил название человек флоресский (лат. Homo floresiensis). Статус флоресских находок ещё не закреплён окончательно, так как наряду с мнением об отдельном виде существует точка зрения, согласно которой останки с Флореса принадлежат патологически изменённым людям современного типа.
С 1992 по 2000 год Майк Морвуд был председателем Австралийской ассоциации исследований наскального искусства. В 2003 году, ещё до обнародования материалов о флоресских находках, он был избран членом Австралийской академии гуманитарных наук, а в 2012 году удостоен высшей награды Австралийской археологической ассоциации — медали Риса Джонса за выдающийся вклад в австралийскую археологию. Его книга 2007 года «Открытие хоббита» (в соавторстве с Пенни ван Остерзе) была удостоена литературной премии Австралийского археопогического общества имени Малвейни. Он умер от рака в 2013 году в возрасте 62 лет.